# Stade de Marrakech
Das Stade de Marrakech (deutsch Stadion von Marrakesch, arabisch ملعب مراكش) ist ein Fußballstadion  mit Leichtathletikanlage in der marokkanischen Großstadt Marrakesch mit einer Kapazität von 45.240 Plätzen, davon 36.300 überdacht. Das Spielfeld der Sportstätte umschließt, trotz ihrer rechteckigen Form, eine Leichtathletikanlage mit acht Bahnen. Das Stade de Marrakech ist in Staatsbesitz.

## Geschichte
Die Bauarbeiten am Stadion begannen im September 2003.
Das Budget für den Bau betrug zwischen 935 Mio. und 1 Mrd. MAD (etwa 76 bis 90 Mio. Euro). Die Spielstätte war als Teil der marokkanischen Bewerbung als Austragungsort der Fußball-Weltmeisterschaft 2010 vorgesehen, doch der Zuschlag ging an Südafrika. Trotzdem wurde weiter am Stadion gearbeitet, und nach sieben Jahren und drei Monaten Bauzeit wurde es am 5. Januar 2011 mit den Freundschaftsspielen von Kawkab Marrakesch und Wydad Casablanca gegen die französischen Mannschaften Olympique Lyon und Paris Saint-Germain eingeweiht. Durch Erfüllung internationaler Normen in den Bereichen Fußball und Leichtathletik ist das Stadion für Wettbewerbe auf hohem Niveau geeignet. Ein 84 m² großer LED-Bildschirm bietet den Zuschauern alle wichtigen Informationen.
Das Stadion ist Teil des Programms der marokkanischen Bewerbung zur Ausrichtung der Fußball-Afrikameisterschaft 2015.
Es war vom 18. bis 21. Dezember 2013 Austragungsort von vier Spielen zur FIFA-Klub-Weltmeisterschaft 2013, unter anderem der Finalbegegnung.
Am 13. und 14. September 2014 fand hier der 2. Leichtathletik-Continental-Cup statt.
Das Stadion war als Spielort für die Fußball-Afrikameisterschaft 2015 vorgesehen. Aufgrund der Weigerung von Marokko, das Turnier wegen der Ebolafieber-Epidemie in Westafrika zum vereinbarten Termin durchzuführen, wurde den Veranstaltern das Turnier am 11. November 2014 entzogen.

## Lage
Das Stadion befindet sich etwa 11 Kilometer nördlich von Marrakesch. Es besitzt Anbindungen zum internationalen Flughafen Marrakesch-Menara und zum Hauptbahnhof Marrakesch. Für die Stadionbesucher stehen 7.500 Parkplätze zur Verfügung. Der Zugang zum Spielfeld wird durch 16 Eingangstore und einem Ehreneingangstor ermöglicht.

## Daten
Auf einer Fläche von 58 Hektar hat das Stadion eine Kapazität von 45.240 Plätzen. Davon sind 36.300 überdacht, 200 Plätze dienen als Königliche Tribüne, 600 als Ehrentribüne, 1.130 sind für die Pressetribüne vorgesehen und 700 spezielle Behinderten-Plätze stehen zur Verfügung. Die restlichen 42.610 Plätze sind für die Öffentlichkeit bestimmt. Im Stadion gibt es ein Restaurant für bis zu 300 Personen, 24 Imbisse/Kiosks und 14 V.I.P.-Logen. Die Spielstätte besitzt einen Pressesaal mit einer Fläche von 1.000 m² und ein Erste-Hilfe-Zentrum.
Da es in den ersten Heimspielen von Kawkab Marrakesch zu Randalen von Hooligans kam, wurden im ganzen Stadion 98 Überwachungskameras installiert.

## Besondere Spiele
- Eröffnungsspiele:
  - 05. Jan. 2011:  Wydad Casablanca –  Paris Saint-Germain 1:1
  - 05. Jan. 2011:  Kawkab Marrakesch –  Olympique Lyon 0:0

- Freundschaftsspiele:
  - 09. Feb. 2011:  Marokko –  Niger 3:0
  - 16. Feb.  2011:  Marokko –  Burkina Faso 2:0
  - 26. Mai 2012:  Marokko –  Senegal 0:1

- Qualifikation zur Afrikameisterschaft 2012:
  -  Marokko –  Algerien 4:0
  -  Marokko –  Tansania 3:1

- LG-Cup (November 2011):
  -  Marokko –  Kamerun 1:1 (Kamerun wurde Turniersieger)
  -  Marokko –  Uganda 0:1
  -  Kamerun –  Sudan 3:1
  -  Sudan –  Uganda 0:0

- Qualifikation zur Fußball-Weltmeisterschaft 2014:[6]
  - 09. Juni 2012:  Marokko –  Elfenbeinküste 2:2
  - 08. Juni 2013:  Marokko –  Tansania 2:1
  - 15. Juni 2013:  Marokko –   Gambia 2:0

- FIFA-Klub-Weltmeisterschaft 2013
  - 21. Dez. 2013:  FC Bayern München –  Raja Casablanca 2:0